# Мыхавко, Тарас Васильевич
Тара́с Васи́льевич Мыха́вко (укр. Тарас Васильович Михавко; род. 30 мая 2005, Доброгостов, Львовская область) — украинский футболист, защитник киевского «Динамо» и молодёжной сборной Украины.

## Биография
Уроженец села Доброгостов. Является воспитанником стрыйской «Скалы». После сезона 2018/19 в ДЮФЛУ в составе «Скалы» U-14 (25 матчей, 2 гола) попал в систему «Львова», где отыграл ещё три года в ДЮФЛУ (40 матчей, 5 голов) и летом 2022 года перебрался в команду U-19 (27 матчей, 2 гола в сезоне 2022/23).
В мае 2023 года главный тренер первой команды Анатолий Бессмертный предоставил возможность проверить свои силы на уровне УПЛ в первой команде «Львова» группе футболистов команды U-19, поскольку команда досрочно упустила шансы на сохранение прописки и потеряла ряд игроков. Дебютировал в премьер-лиге 21 мая в возрасте 17 лет и 355 дней, вышел на замену в игре против львовского «Руха» (0:2). В следующем туре, 25 мая с «Черноморцем», Мыхавко получил место в стартовом составе и стал самым молодым футболистом «Львова» в сезоне 2022/23, которому показали желтую карточку (17 лет 359 дней). В общей сложности до конца сезона сыграл 4 матча в чемпионате.
В июле 2023 года вместе с одноклубником Владиславом Герычем перешли в киевское «Динамо», где стали выступать за юношескую команду. Дебютировал за «киевлян» 25 февраля 2024 года в матче против «Металлиста 1925» (2:4), он вышел в стартовом составе и отыграл весь матч.

## Достижения

### Командные
«Динамо» (Киев)
- Чемпион Украины: 2024/25
- Серебряный призёр чемпионата Украины: 2023/24

Сборная Украины
- Победитель турнира в Тулоне: 2024

### Личные
- Лучший молодой игрок украинской Премьер-лиги сезона 2024/25[4]
- Обладатель премии «Золотой талант Украины»: 2024 (U19)[5]